# 주간고속도로 제64호선
주간고속도로 제64호선(영어: Interstate 64, I-64)은 미국 중부 미주리주 웬츠빌(Wentsville)과 동부 버지니아주 체서피크(Chesapeake)를 연결하는 총 연장 1534.90km의 고속도로이다. 특히 초기에 서부 기점이었던 미주리주 세인트루이스에서 서쪽 웬츠빌로 연장공사가 벌여져 2009년 12월 7일, 완공되어 전체 1534.90km의 노선이 완성되었다. 64호선은 55호선, 57호선, 75호선, 77호선, 81호선, 95호선과 부분적으로 겹치지만 이들 고속도로보다 늦게 건설되어 6개 노선 일치구간의 64호선의 출구번호가 존재하지 않고 다른 고속도로의 출구번호가 64호선을 전부 대신한다.